# Cătălin Costache
Cătălin Costache es un deportista rumano que compitió en piragüismo en la modalidad de aguas tranquilas. Ganó dos medallas en el Campeonato Mundial de Piragüismo, plata en 2011 y bronce en 2009, y cuatro medallas en el Campeonato Europeo de Piragüismo entre los años 2008 y 2013.

## Palmarés internacional
| Campeonato Mundial | Campeonato Mundial          | Campeonato Mundial | Campeonato Mundial |
| Año                | Lugar                       | Medalla            | Competición        |
| ------------------ | --------------------------- | ------------------ | ------------------ |
| 2009               | Dartmouth (Canadá)          | Medalla de bronce  | C4 1000 m          |
| 2011               | Szeged (Hungría)            | Medalla de plata   | C4 1000 m          |
| Campeonato Europeo |                             |                    |                    |
| Año                | Lugar                       | Medalla            | Competición        |
| 2008               | Milán (Italia)              | Medalla de oro     | C4 500 m           |
| 2008               | Milán (Italia)              | Medalla de plata   | C4 1000 m          |
| 2012               | Zagreb (Croacia)            | Medalla de plata   | C4 1000 m          |
| 2013               | Montemor-o-Velho (Portugal) | Medalla de plata   | C4 1000 m          |